# Коллективный трудовой спор (Россия)
 Коллекти́вный трудово́й спор  в Российской Федерации — неурегулированные разногласия между работниками (их представителями) и работодателями (их представителями) по поводу установления и изменения условий труда (включая заработную плату), заключения, изменения и выполнения коллективных договоров, соглашений, а также в связи с отказом работодателя учесть мнение выборного представительного органа работников при принятии локальных нормативных актов.

## Коллективные трудовые споры в Российской Федерации

### Разрешение коллективного трудового спора

#### Выдвижение и рассмотрение требований работников и их представителей
Требования, выдвинутые работниками и (или) представительным органом работников организации (филиала, представительства или иного обособленного структурного подразделения), индивидуального предпринимателя, утверждаются на соответствующем собрании (конференции) работников, излагаются в письменной форме и направляются работодателю. Собрание работников считается правомочным, если на нем присутствует более половины работающих. Конференция считается правомочной, если на ней присутствует не менее двух третей избранных делегатов..

#### Примирительные процедуры
Примирительные процедуры — это рассмотрение коллективного трудового спора в целях его разрешения:
- примирительной комиссией;
- с участием посредника;
- в трудовом арбитраже.

Примирительная комиссия создается в срок до трех рабочих дней со дня начала коллективного трудового спора из представителей сторон коллективного трудового спора на равноправной основе.
Посредником может быть любой независимый специалист, приглашаемый как сторонами, так и Федеральной службой по труду и занятости.
Трудовой арбитраж — временно действующий орган по рассмотрению коллективного трудового спора, который создается сторонами коллективного трудового спора и соответствующим государственным органом по урегулированию коллективных трудовых споров в срок не позднее трех рабочих дней со дня окончания рассмотрения коллективного трудового спора примирительной комиссией или посредником.

#### Забастовка
Забастовка — это временный добровольный отказ работников от исполнения трудовых обязанностей (полностью или частично) в целях разрешения коллективного трудового спора.
Решение об объявлении забастовки принимается собранием (конференцией) работников организации (филиала, представительства или иного обособленного структурного подразделения), индивидуального предпринимателя по предложению представительного органа работников, ранее уполномоченного ими на разрешение коллективного трудового спора. Собрание работников данного работодателя считается правомочным, если на нем присутствует не менее половины от общего числа работников. Конференция работников данного работодателя считается правомочной, если на ней присутствует не менее двух третей делегатов конференции. Решение считается принятым, если за него проголосовало не менее половины работников, присутствующих на собрании (конференции).
О начале предстоящей забастовки работодатель должен быть предупрежден в письменной форме не позднее чем за пять рабочих дней. О начале забастовки, объявленной профессиональным союзом (объединением профессиональных союзов), объединение работодателей, иные представители работодателей должны быть предупреждены в письменной форме не позднее чем за семь рабочих дней.